# Free West Papua Campaign

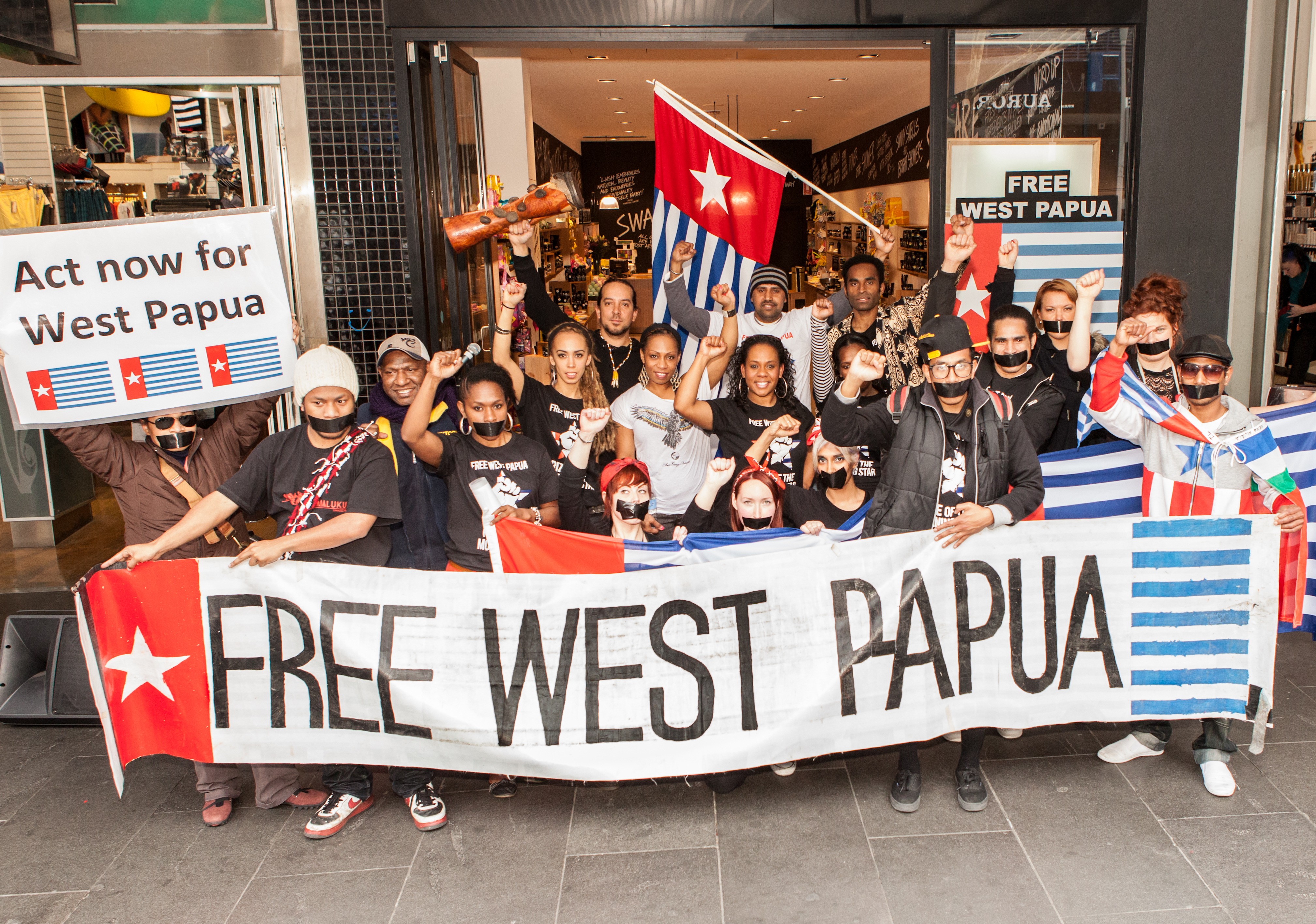
Een protestactie in Melbourne in 2012.

De Free West Papua Campaign (FWPC) is een niet-gouvernementele organisatie die in 2004 in Oxford werd opgericht door Papoealeider Benny Wenda. De doelen van de organisatie zijn onder andere het verbeteren van de mensenrechtensituatie in West-Papoea en het overtuigen van de Verenigde Naties om opnieuw een referendum over zelfbeschikking te houden in dit gebied.
De organisatie heeft permanente kantoren in Oxford (Verenigd Koninkrijk), Den Haag (Nederland), Port Moresby (Papoea-Nieuw-Guinea) en Perth (Australië). De Nederlandse sectie heet Free West Papua Campaign Nederland en is gevestigd in de Haagse Toren te Den Haag.
De Free West Papua Campaign werkt samen met International Parliamentarians for West Papua (IPWP), International Lawyers for West Papua (ILWP), Comite Nasional Papua Barat (KNPB) en TV Papua News (TPN).